# Nemata Majeks-Walker
Nemata Majeks-Walker (Freetown, 1946/1947) es una defensora los derechos de las mujeres sierraleonesa.

## Trayectoria
Fue hija única y su madre murió cuando tenía solo cinco años. Fue criada por su bisabuela y otros miembros de la familia. Se educó en la Methodist Girls' School, en la Magburaka Secondary School for Girls de Mathora y en la Annie Walsh Memorial School de Freetown.
Obtuvo una beca del gobierno y una licenciatura en Lengua y Literatura Inglesas del Fourah Bay College (FBC) en 1972. Se formó como profesora y obtuvo un diploma de posgrado en Educación en 1973. Hizo una maestría en inglés como segundo idioma en la Universidad de Illinois en Urbana-Champaign en 1975.
Majeks-Walker regresó a Freetown, donde dio conferencias en el Fourah Bay College y en el AWMS, ascendiendo a codirectora del Departamento de Inglés en 1981, antes de trabajar como agente de desarrollo del currículo para inglés en el Institute of Education de Freetown.
En 1983, consiguió una beca de la Commonwealth para realizar un doctorado en educación a distancia en la Universidad de Surrey, en Guildford, Inglaterra. Obtuvo su doctorado en 1986 y trabajó como oficial de educación en Londres hasta principios de la década de 1990. Desde 1999, Majeks-Walker ha sido consultora y facilitadora/capacitadora con experiencia laboral en género, liderazgo, abogacía y política.

## Activismo
En 2001, Majeks-Walker fundó el 50/50 Group of Sierra Leone, centrado en la igualdad de las mujeres. En julio de 2013, fue invitada como ponente en el IV Foro Mundial de Justicia en La Haya, Países Bajos. Fue incluida en la lista de 100 Mujeres (BBC) del año 2015.
En enero de 2017, fue nombrada presidenta de la Junta de Administración del Teaching Hospital Complex Administration por miembros del parlamento de la Comisión de Nombramientos y Servicios Públicos de Sierra Leona.